# Anna Perera
Anna Perera es una escritora británica.

## Vida y obra
Anna Perera nació en Londres, es hija de padre cingalés y madre irlandesa. Después de enseñar Inglés en dos escuelas secundarias en Londres, se hizo cargo de una unidad para los adolescentes que fueron excluidos en la escuela y más tarde hizo una maestría en escritura para niños en Winchester Universidad. Ella vive en Londres y tiene un hijo adulto.
En 2006, asistió a un concierto de la caridad, de la Reprieve.org en el Teatro Globe, donde aprendió los niños habían sido secuestrados y también prestados a la Bahía de Guantánamo. Este evento fue la inspiración para la novela aclamada por la crítica que ha sido traducido a varios idiomas y nominado a muchos premios, incluyendo preselección para el Premio del Libro Infantil. Su reciente novela cuenta la historia de Aaron de 15 años y su la vida en los barrios pobres de la actual Egipto.

## Libros
- Skew Whiff (1 de marzo de 2001) ISBN 978-0-19-915967-3
- Lolly Woe (22 de febrero de 2001) ISBN 978-0-19-919380-6
- The Night the Lights Went Out (1 de mayo de 2006) ISBN 978-1-870516-77-8
- Guantanamo Boy (5 de febrero de 2009) ISBN: 978-84-666-4465-5
- The Glass Collector (8 de febrero de 2011) ISBN 978-0-8075-2948-5
- Antarctic Adventures ISBN 978-0-19-919644-9